# Carlo Campanini
Carlo Campanini (Torino, 5 ottobre 1906 – Roma, 20 novembre 1984) è stato un attore italiano.

## Biografia

### Il teatro
La sua carriera artistica ha inizio in teatro, in cui si esibisce come attore brillante ma anche come tenore.
Dopo un lungo tirocinio in compagnie regionali e dopo un'esperienza in Argentina al seguito di una di queste compagnie, passa all'operetta e alla rivista e nel 1939 esordisce nel cinema con il ruolo di un portalettere nel film Lo vedi come sei... lo vedi come sei? di Mario Mattoli, con Erminio Macario nel ruolo del protagonista. Nello stesso anno lavora con Assia Noris in Dora Nelson, una commedia del genere telefoni bianchi.

### Il cinema

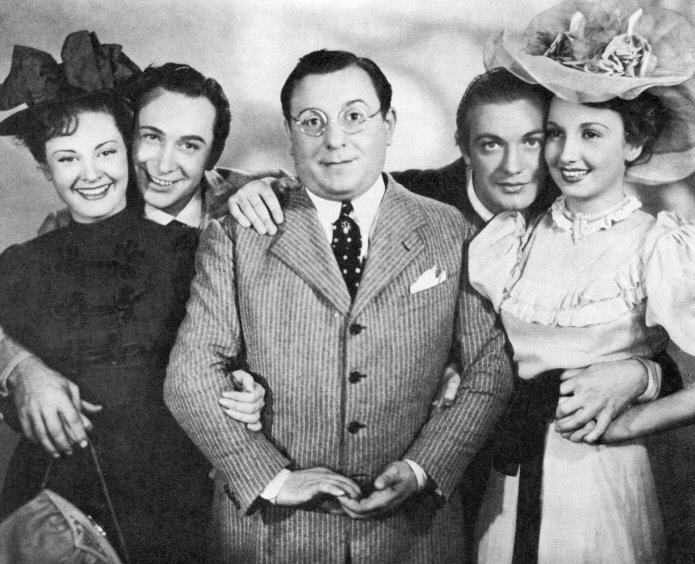
Carlo Campanini, al centro, sul set di Addio giovinezza! (1940)

Per tutti gli anni quaranta Campanini interpreta una lunga serie di pellicole, fino a dieci in un anno, caratterizzando talvolta con esuberanza caricaturale, talvolta con misura, personaggi di secondo piano ma sempre ben riconoscibili: di solito è il comprimario ingenuo, di buon cuore, un po' imbranato e stravagante.
Di questo periodo è da ricordare la sua interpretazione dello studente fuori corso in Addio giovinezza!, quella del bidello pasticcione, vittima degli scherzi delle studentesse in Ore 9: lezione di chimica, e i ruoli di spalla di Totò ne Il ratto delle Sabine e I due orfanelli, parodia del dramma di D'Ennery e Cormon.
Esibisce la sua voce tenorile in La vita è bella, film di Carlo Ludovico Bragaglia in cui recita (e canta) al fianco di Alberto Rabagliati e Anna Magnani, e in teatro imita Oliver Hardy in coppia con Carlo Dapporto, che imita invece Stan Laurel.
Oltre che in commedie brillanti, Campanini recita anche in film drammatici: Le miserie del signor Travet (1945), il suo primo film da protagonista, e Il bandito (1946), in cui interpreta il ruolo del reduce amico di Amedeo Nazzari.
Fu iniziato alla Massoneria nel 1945 presso la Loggia Fulgor Artis all'Oriente di Roma, il cui Maestro venerabile era Totò. Successivamente, essendosi riavvicinato alla fede grazie a San Pio da Pietrelcina, abbandonó la Massoneria in obbedienza alle condanne della Massoneria da parte della Chiesa cattolica.

### Con Walter Chiari
Sul set de I cadetti di Guascogna (1950, regia di Mario Mattoli) lavora per la prima volta con Walter Chiari. Tra i due si sviluppa un felice sodalizio, che proseguirà anche in teatro e in televisione (memorabile la loro partecipazione al varietà La via del successo, 1959), in cui Campanini diviene la spalla di Chiari: l'imitazione dei fratelli De Rege (il cui famoso "Vieni avanti, cretino!" è rimasto ancor oggi nella memoria collettiva), poi lo sketch del "Sarchiapone", nato come breve intermezzo tra i numeri di avanspettacolo e dilatatosi successivamente fino a diventare un tormentone della durata di più di un'ora, riproposto in versioni sempre diverse e presentato più volte anche in televisione.
Negli anni cinquanta, Carlo Campanini continua a mietere consensi sia di pubblico che di critica, ma l'industria del cinema comincia a relegarlo sempre più in ruoli macchiettistici e in pellicole di genere, tra cui diversi musicarelli.

### La televisione e il ritorno a teatro

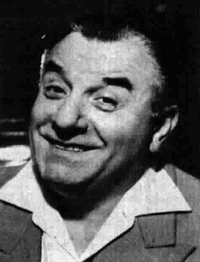
Carlo Campanini

Trova così maggiore spazio nel nascente mezzo televisivo, sia come attore di commedie, sia come interprete di sketch anche in coppia con noti attori quali Walter Chiari e Lilla Brignone, nella riproposta di situazioni e personaggi già felicemente sperimentati in teatro. Partecipò infatti ad alcune edizioni della rubrica pubblicitaria televisiva Carosello:
- nel 1957 pubblicizzò i dadi per brodo Lombardi; le autoradio Condor, insieme a Franca Tamantini; il digestivo Cynar, con Tino Bianchi e Carlo Rizzo;
- nel 1958 la lama da barba Pal Super; le calze da donna SiSi della Piva, con Lilla Brignone;
- nel 1959 e 1960, il Polymer e la biancheria Movil della Montecatini Edison, con Franca Tamantini;
- nel 1962 e 1963, il digestivo Cynar, l'aperitivo Biancosarti e il Vov, con Gianni Cajafa;
- nel 1966 il vino Rubello Ferrari;
- nel 1969 la carne in scatola Simmenthal, con Walter Chiari;
- nel 1970 il Rabarbaro Zucca;
- nel 1973 la Polizza del cittadino della Norditalia Assicurazioni, insieme a Walter Chiari.

Come interprete di sceneggiati televisivi è apparso nel 1959 ne Il romanzo di un maestro, diretto da Mario Landi.
Negli anni sessanta gli impegni cinematografici si fanno più rari e Campanini prima entra nella Compagnia Grandi Spettacoli di Operette (oggi Compagnia Italiana di Operette) con Elvio Calderoni e Aurora Banfi. Nel 1972 è Mirko Zeta in La vedova allegra, regia di Vito Molinari e coreografia di Gino Landi, con Sandro Massimini ed Eno Mucchiutti al PalaRuffini di Torino.

### Gli ultimi anni
Successivamente si dedica alla gestione di una compagnia teatrale piemontese, fino al definitivo ritiro nel 1982. Rimasto vedovo, a causa dell'avanzare dell'età iniziò a condurre una vita molto appartata. Sofferente inoltre da tempo di disturbi cardiocircolatori, morì nel sonno, nella sua abitazione romana alla Balduina, il 20 novembre 1984, all'età di 78 anni, venendo sepolto per sua espressa volontà nel cimitero di San Giovanni Rotondo (Foggia) per essere vicino a Padre Pio anche dopo la morte, in quanto suo devoto. Questa sua devozione gli valse l'appellativo di "Sacrestano di Padre Pio". A lui è stata dedicata una strada a San Giovanni Rotondo, nelle adiacenze del Santuario di San Pio.

## Filmografia parziale

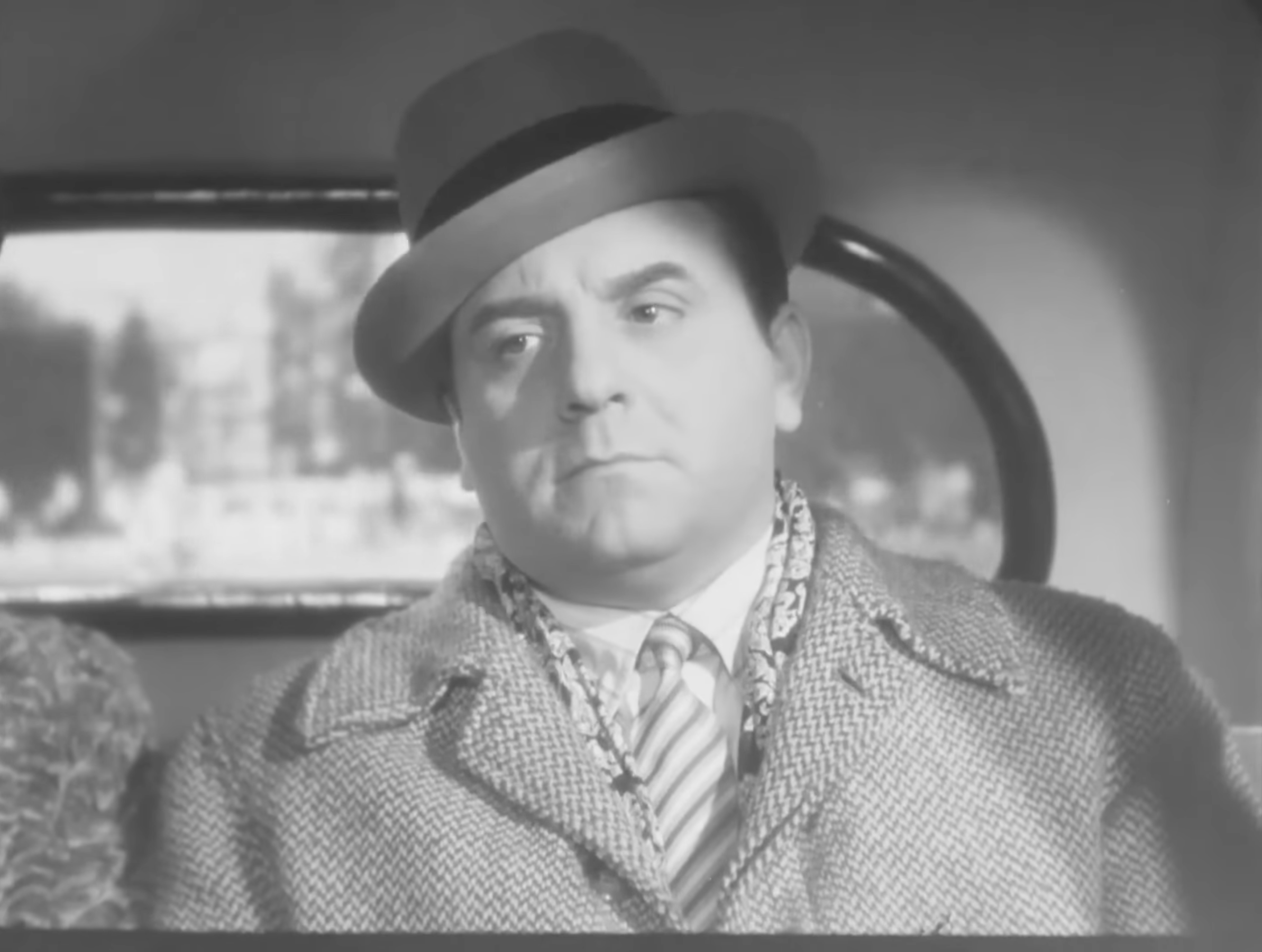
Campanini nel film In due si soffre meglio (1943)

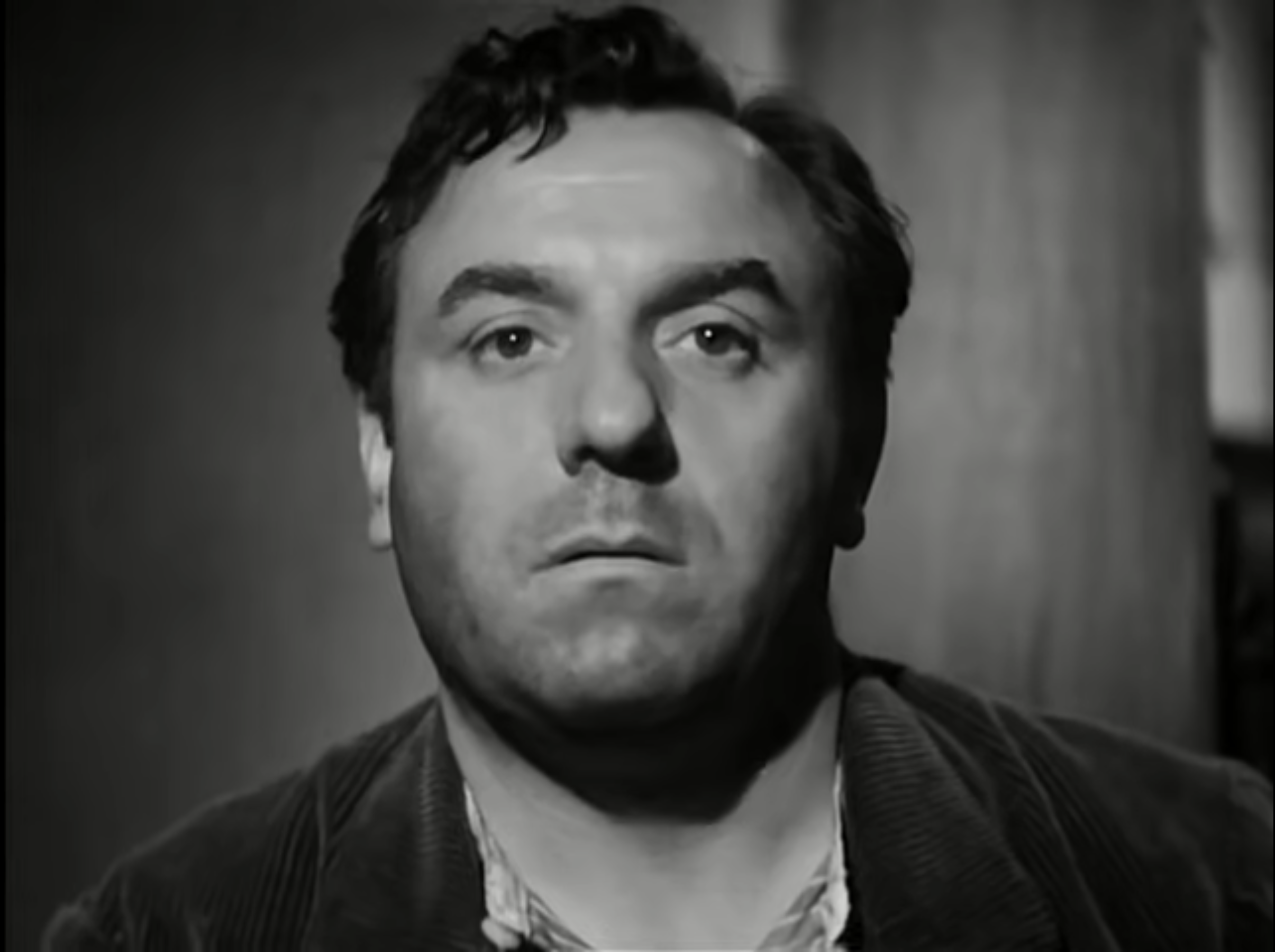
Campanini nel film Il bandito (1946)

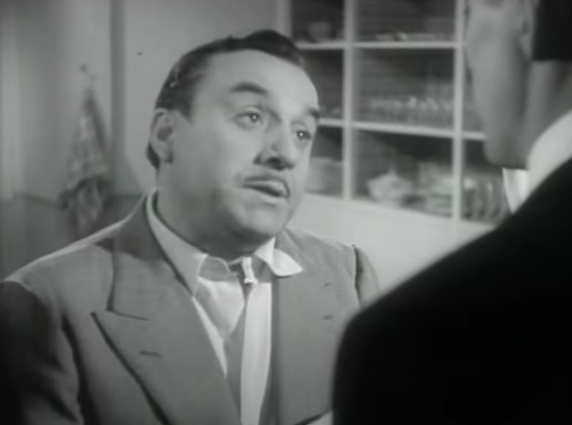
Campanini in Al diavolo la celebrità (1949)

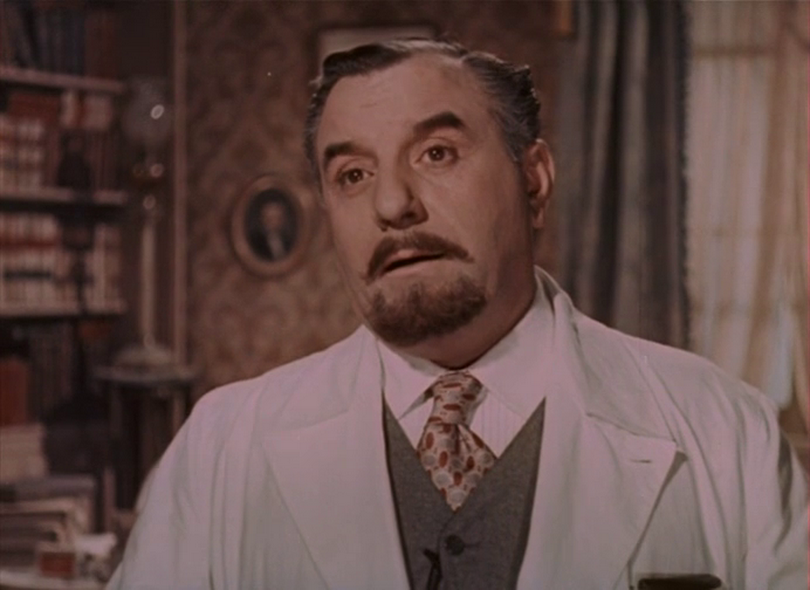
Campanini in Amori di mezzo secolo (1954)

- Dora Nelson, regia di Mario Soldati (1939)
- Lo vedi come sei... lo vedi come sei?, regia di Mario Mattoli (1939)
- Addio giovinezza!, regia di Ferdinando Maria Poggioli (1940)
- La danza dei milioni, regia di Camillo Mastrocinque (1940)
- La granduchessa si diverte, regia di Giacomo Gentilomo (1940)
- La zia smemorata, regia di Ladislao Vajda (1940)
- L'avventuriera del piano di sopra, regia di Raffaello Matarazzo (1941)
- L'attore scomparso. regia di Luigi Zampa (1941)
- Violette nei capelli, regia di Carlo Ludovico Bragaglia (1941)
- Con le donne non si scherza, regia di Giorgio Simonelli (1941)
- Ore 9: lezione di chimica, regia di Mario Mattoli (1941)
- Voglio vivere così, regia di Mario Mattoli (1942)
- La guardia del corpo, regia di Carlo Ludovico Bragaglia (1942)
- Margherita fra i tre, regia di Ivo Perilli (1942)
- Soltanto un bacio, regia di Giorgio Simonelli (1942)
- Catene invisibili, regia di Mario Mattoli (1942)
- Giorno di nozze, regia di Raffaello Matarazzo (1942)
- Labbra serrate, regia di Mario Mattoli (1942)
- Buongiorno, Madrid!, regia di Gian Maria Cominetti (1943)
- La vita è bella, regia di Carlo Ludovico Bragaglia (1943)
- Il birichino di papà, regia di Raffaello Matarazzo (1943)
- In due si soffre meglio, regia di Nunzio Malasomma (1943)
- Tutta la vita in ventiquattr'ore, regia di Carlo Ludovico Bragaglia (1943)
- Buongiorno, Madrid! , regia di Gian Maria Cominetti (1943)
- Silenzio, si gira!, regia di Carlo Campogalliani (1943)
- Ho tanta voglia di cantare, regia di Mario Mattoli (1943)
- Circo equestre Za-bum, regia di Mario Mattoli (1945)
- Non desiderare la roba d'altri, episodio de I dieci comandamenti, regia di Giorgio Walter Chili (1945)
- Il ratto delle Sabine, regia di Mario Bonnard (1945)
- Pronto, chi parla?, regia di Carlo Ludovico Bragaglia (1945)
- Chi l'ha visto?, regia di Goffredo Alessandrini (1945)
- Le miserie del signor Travet, regia di Mario Soldati (1945)
- Le modelle di via Margutta, regia di Giuseppe Maria Scotese (1945)
- La primula bianca, regia di Carlo Ludovico Bragaglia (1946)
- Partenza ore 7, regia di Mario Mattoli (1946)
- Il bandito, regia di Alberto Lattuada (1946)
- Albergo Luna, camera 34, regia di Carlo Ludovico Bragaglia (1946)
- I due orfanelli, regia di Mario Mattoli (1947)
- La primula bianca, regia di Carlo Ludovico Bragaglia (1947)
- Come persi la guerra, regia di Carlo Borghesio (1947)
- L'isola del sogno, regia di Ernesto Remani (1947)
- 11 uomini e un pallone, regia di Giorgio Simonelli (1948)
- I peggiori anni della nostra vita, regia di Mario Amendola (1949)
- Al diavolo la celebrità, regia di Steno e Monicelli (1949)
- La fiamma che non si spegne, regia di Vittorio Cottafavi (1949)
- Follie per l'opera, regia di Mario Costa (1949)
- La bisarca, regia di Giorgio Simonelli (1950)
- Miss Italia, regia di Duilio Coletti (1950)
- Sette ore di guai, regia di Marcello Marchesi e Vittorio Metz (1951)
- Vendetta... sarda, regia di Mario Mattoli (1951)
- O.K. Nerone, regia di Mario Mattoli (1951)
- Il padrone del vapore, regia di Mario Mattoli (1951)
- Anema e core, regia di Mario Mattoli (1951)
- Briscola, regia di Aldo Rossi (1951)
- I cadetti di Guascogna, regia di Mario Mattoli (1950)
- Noi due soli, regia di Marcello Marchesi, Vittorio Metz e Marino Girolami (1952)
- I morti non pagano tasse, regia di Sergio Grieco (1952)
- Ragazze da marito, regia di Eduardo De Filippo (1952)
- Era lei che lo voleva!, regia di Marino Girolami e Giorgio Simonelli (1953)
- Un turco napoletano, regia di Mario Mattoli (1953)
- Siamo tutti milanesi, regia di Mario Landi (1953)
- Se vincessi cento milioni, episodio Il pensionato, regia di Carlo Campogalliani e Carlo Moscovini (1953)
- Cento anni d'amore, episodio Pendolin, regia di Lionello De Felice (1954)
- Amori di mezzo secolo, registi vari (1954)
- Hanno rubato un tram, regia di Aldo Fabrizi (1954)
- Le avventure di Giacomo Casanova, regia di Steno (1954)
- I milanesi a Napoli, regia di Enzo Di Gianni (1954)
- Ho ritrovato mio figlio, regia di Elio Piccon (1955)
- I giorni più belli, regia di Mario Mattoli (1956)
- Mio zio Giacinto, regia di Ladislao Vajda (1956)
- Via col... paravento, regia di Mario Costa (1958)
- L'amore nasce a Roma, regia di Mario Amendola (1958)
- Simpatico mascalzone, regia di Mario Amendola (1959)
- Psicanalista per signora (Le confident de ces dames), regia di Jean Boyer (1959)
- Agosto, donne mie non vi conosco, regia di Guido Malatesta (1959)
- Le donne ci tengono assai, regia di Antonio Amendola (1959)
- Obiettivo ragazze, regia di Mario Mattoli (1963)
- Uno strano tipo, regia di Lucio Fulci (1963)
- Il terribile ispettore, regia di Mario Amendola (1969)

## Riviste teatrali
- Il congresso si diverte, di Geri e Sampietro (Garinei e Giovannini), Nelli e Mangini (Francesco Cipriani Marinelli e Mario Mangini), con Carlo Campanini e Alda Mangini (1946)
- Sogno di un Walter, di Carlo Silva e Italo Terzoli, con Walter Chiari, Carlo Campanini, Dorian Gray, Belle Tildy, Irene Aloisi (1951)
- Tutto fa Broadway, di Marchesi e Metz, con Walter Chiari, Carmen de Lirio, Carlo Campanini, Lucy D'Albert, Gilda Marino, Belle Tildy (1953)
- Oh quante belle figlie Madama Doré, di Walter Chiari e Italo Terzoli, con Walter Chiari, Carlo Campanini, Bice Valori, Ettore Conti, Anna Sora (1956)

## Varietà radiofonici Rai
- Io, povero diavolo, disavventure di Carlo Campanini, scritte da Italo Terzoli, regia di Giulio Scarnicci, trasmessa il 19 febbraio 1956.

## Prosa radiofonica Rai
- La bella Elena, di Jacques Offenbach, regia di Riccardo Massucci, trasmessa il 24 maggio 1952
- Don Giovanni innamorato, di Samy Fayad, regia di Anton Giulio Majano, trasmessa il 23 dicembre 1954.
- Champignol suo malgrado, commedia di Georges Feydeau e Desval Lieres, regia di Umberto Benedetto, trasmessa il 5 luglio 1955.
- Addio giovinezza!, di Sandro Camasio e Nino Oxilia, regia di Umberto Benedetto, trasmessa il 9 agosto 1955.